# Бряговица
Бряговица е село в Северна България. То се намира в община Стражица, област Велико Търново.

## География
Село Бряговица се намира югозападно от гр. Стражица.
През с. Бряговица преминава река Лефеджа. До устието на Джулюнишка река се нарича Стара река. Дълга е 25 км. Най-близки населени пунктове са село Върбица и шосето до село Горски долен Тръмбеш. Чрез разнообразни меандри се влива в река Янтра недалеч от село Горски долен Тръмбеш.
Реката е изключително богата на различни видове риба – шаран, скобар, кефал, сом, мрена, каракуда и много други. Целогодишно тя се посещава от хиляди туристи с цел спортен риболов или само за плажуване. За тази цел те пристигат от по-близки и далечни градове, като Велико Търново, Горна Оряховица, Габрово, Русе и др. Бреговете на реката са подходящи дори и за къмпингуване.
На територията на с. Бряговица, в местността „Себрикору“ съществува и микроязовир с площ 40.161 дка. Част от горския фонд на с. Бряговица е включен в резервата „Бяла крава“.
Освен популярния риболов в селото има и действаща ловна дружина. Околностите са богати на различни представители на горската фауна – лисици, зайци, глигани, дори и вълци, както и голямо разнообразие от птици – фазани, водоплаващи и др.

## История
Старото име на селото е Лефеджии (до 1934 г.) – заселници край Лефеджа. С името на реката е свързана легенда за красива девойка, живяла през времето на турско робство.
След 1934 г. допреди няколко години името се произнасяло и пишело Бреговица.
"Църквата в Бряговица „Свети Димитър“ е построена през 19 век, но е пострадала невъзвратимо от Земетресението в Стражица (5,7 по Рихтер) на 6 декември 1986 година.
Строежа на църквата е започнал през 1877 г. по инициатива на местното християнско население. Турски чорбаджия дарил място за бъдещия храм, а всички останали жители на селото помагали материали и труд. Черквата е строена от ломен камък споен с хоросан, двоен зид. Камъкът е бил добиван от кариерата „Акер“ край селото, а извозването е ставало от местното население, без разлика – българин или турчин. По тоя начин през 1880 година църквата е била съвършено готова и осветена от В.Търновски митрополит Иларион Макариополски.
През 1913 г. храмът претърпява първото голямо земетресение, което разрушило много сгради във Великотърновско, включително и черкви. Тукашната черковна сграда се сдобила с няколко големи напуквания и въпреки това, богослужението в нея продължило. По инициативата на тогавашния енорийски свещеник през 1924 година населението събрало средства и ремонтирало църквата.
По-късно църквата е обявена за архитектурно-строителен паметник на културата от местно значение (ДВ, бр. 77/1968 г.) и архитектурно-художествен паметник на културата от национално значение (ДВ, бр. 38/1972 г.).
След Стражишкото земетресение последствията били големи големи, но пагубно се оказало последвалото почти 30-годишно безхаберие на отговорните институции, което помогнало за цялостното събаряне на храма. Малкото оцеляло от него – иконостас, икони и книги, се съхранява в кметството, но е в окаяно състояние, въпреки ценността му.
Поради гореописаните обстоятелства населението на Бряговица ходи на църква в съседните села. Въпреки това на няколко пъти в двора е отслужван курбан.
През 2009 година Настоятелството на храм „Св. Димитър“ предоставя черковната сграда на Община Стражица за безвъзмездно ползване, за да може последната да кандидатства по Програма за развитие на селските райони (ПРСР), чрез която да бъде извършен ремонта на черквата.
За възстановяването на църквата е изготвен проект, изпълнението на който е стартирано на 22 юни 2013 г. Отпуснатите средства не са достатъчни за завършването на ремонта и Църковното настоятелство търси други пътища за набирането на такива.

## Население
Преброяване на населението през 2011 г.
Численост и дял на етническите групи според преброяването на населението през 2011 г.:
|                     | Численост | Дял (в %) |
| Общо                | 414       | 100,00    |
| Българи             | 371       | 89,61     |
| Турци               | 5         | 1,20      |
| Цигани              | 0         | 0,00      |
| Други               | 6         | 1,44      |
| Не се самоопределят | 8         | 1,93      |
| Неотговорили        | 24        | 5,79      |

## Културни и природни забележителности
На 21 януари 1921 г. бряговчани учредяват читалище „Самообразование 1921 г.“. Сградата на читалището обаче сериозно пострадва от стражишкото земетресение и за съжаление до ден днешен възстановяването ѝ не е приоритет на местната власт.

## Редовни събития
Димитровден – събор на селото.

## Други
Отглеждане на зърнени, клубеноплодни, технически и фуражни култури. Риболов.
Близките гори дават възможност за събиране на гъби, а така също и за атрактивен лов.